# Daniel Gisiger
Daniel Gisiger (ur. 9 października 1954 w Baccarat) – szwajcarski kolarz torowy i szosowy, dwukrotny medalista torowych mistrzostw świata.

## Kariera
Daniel Gisiger urodził się we francuskiej miejscowości Baccarat, ale wychował w szwajcarskim Biel/Bienne w kantonie Berno. Pierwszy sukces w karierze osiągnął w 1975 roku, kiedy został mistrzem Szwajcarii w wyścigu punktowym. Największe sukcesy osiągnął podczas rozgrywanych dwa lata później torowych mistrzostw świata w San Cristóbal. Wspólnie z Robertem Dill-Bundim, Walterem Baumgartnerem i Hansem Känelem zdobył brązowy medal drużynowo. Brązowy medal zdobył także w indywidualnej rywalizacji amatorów, ulegając jedynie dwóm reprezentantom NRD: Norbertowi Dürpischowi oraz Uwe Unterwalderowi. Startował także w wyścigach szosowych wygrywając między innymi Grand Prix d’Isbergues w 1978 roku, Grosser Preis des Kantons Aargau w 1981 roku oraz Chrono des Nations w 1981 i 1983 roku. Wielokrotnie zdobywał medale mistrzostw kraju, zarówno w kolarstwie torowym jak i szosowym. Nigdy jednak nie wystąpił na igrzyskach olimpijskich.